# 454 (číslo)
Čtyři sta padesát čtyři je přirozené číslo. Následuje po číslu čtyři sta padesát tři a předchází číslu čtyři sta padesát pět. Římskými číslicemi se zapisuje CDLIV a řeckými číslicemi υνδ.

## Matematika
454 je:
- Deficientní číslo
- Složené číslo
- Nešťastné číslo

## Astronomie
- (454) Mathesis je planetka hlavního pásu, kterou objevil v roce 1900 Arnold Schwassmann

## Roky
- 454
- 454 př. n. l.